# The Asia Foundation
The Asia Foundation ist heute eine gemeinnützige internationale Entwicklungsorganisation, die sich für „die Verbesserung des Lebens in einem dynamischen und sich entwickelnden Asien einsetzt“. Ihre Vorläuferorganisation, das Committee for Free Asia, wurde 1951 vom CIA als Tarnorganisation gegründet. 1954 wurde der Name in The Asia Foundation geändert.
Die Asia Foundation hat ihren Sitz in San Francisco. Ihre Hauptziele sind nach eigenen Angaben: Stärkung der Regierungsführung, Stärkung von Frauen, Erweiterung der wirtschaftlichen Möglichkeiten, Erhöhung der Umweltverträglichkeit und Förderung der internationalen Zusammenarbeit.
The Asia Foundation verfügt über ein Netzwerk von Niederlassungen in 18 asiatischen Ländern und einer Vertretung in Washington, D.C. In Zusammenarbeit mit öffentlichen und privaten Partnern erhält die Stiftung Mittel von bilateralen und multilateralen Entwicklungsagenturen, Stiftungen, Unternehmen und Einzelpersonen. Im Jahr 2019 stellten sie direkte Programmunterstützungen in Höhe von 84,9 Mio. USD zur Verfügung und verteilte Lehrbücher und andere Lehrmaterialien im Wert von 7,3 Mio. USD.